# Fernando León de Aranoa
Fernando León de Aranoa, né le 26 mai 1968 à Madrid, est un réalisateur et scénariste espagnol, auteur notamment de Les Lundis au soleil.

## Biographie
Après des études en « sciences de l'image » à l'université Complutense de Madrid, il écrit pour la télévision et pour des humoristes avant d'écrire et réaliser ses propres films, à commencer par le court Sirenas en 1994.
Son premier long-métrage est Familia, présenté et primé au festival de Valladolid en 1996 et sorti deux ans plus tard en France. Ce film, racontant la journée d'anniversaire d'un quinquagénaire rêvant d'une famille parfaite, recevra le Goya du meilleur nouveau réalisateur et sera adapté et joué au théâtre. 
Suit Barrio, sorti en Espagne en 1998 et l'année suivante en France, qui suit trois adolescents dans un quartier (barrio) marginal de Madrid. Il est notamment récompensé par la Coquille d'argent au Festival de Saint-Sébastien et par trois Goya dont ceux du meilleur réalisateur et du meilleur scénario.
La consécration – internationale – vient en 2002 avec Les Lundis au soleil (Los lunes al sol), sorti en 2003 en France et en 2004 en Belgique, considéré comme la meilleure œuvre de Fernando León à ce jour, et l'un des plus importants films espagnols des années 2000. Pour la première fois, le réalisateur a recours à deux acteurs très célèbres  Javier Bardem et Luis Tosar, interprétant deux chômeurs à Vigo en Galice, qui perdent peu à peu l'espoir de rebondir. Parmi les dizaines de prix que reçoit Les lundis au soleil, citons la Coquille d'or à Saint-Sébastien, le prix Jules-Verne à Nantes, et cinq Goya à Madrid : meilleur film, meilleur réalisateur, meilleur acteur (Bardem) et meilleur acteur dans un second rôle (Tosar).
En 2005 (2006 en France) sort Princesas, portrait de deux prostituées à Madrid : Cayetana, espagnole (jouée à nouveau par une actrice célèbre, Candela Peña), et Zulema, immigrée antillaise (Micaela Nevárez dans son premier rôle), qui vont passer de rivales à amies. Grâce au succès de son précédent film, Fernando León peut s'auto-produire (unique fois pour le moment) et est sélectionné à Sundance. Les deux actrices sont récompensées aux Goya, ainsi que la chanson Me llaman Caye de Manu Chao (qui joue sur les homonymes Caye, diminutif de Cayetana, et calle, qui veut dire rue en espagnol).
Les films de Fernando León sont des portraits humains marquants, servis par de très bons acteurs bien dirigés (en témoignent les récurrents prix d'interprétation) et par des dialogues remarquablement écrits, parfois drôles, ne sombrant jamais dans le cliché, le pathos ou la lourdeur. Fernando León a pourtant fait le pari délicat de raconter « ce qui ne compte pas » : le quotidien et son lot de soucis, dérisoires vus de l'extérieur mais dramatiques pour celui qui les vit (chômage, alcool, SIDA, etc.). Surtout, il offre une visibilité, et une dignité, à « ceux qui ne comptent pas » dans nos sociétés (adolescents, chômeurs, prostituées, etc.). Notons enfin que le thème de la famille, central dès le titre dans le premier film Familia de Fernando León, est important dans chacun des suivants.
Fernando León de Aranoa est généralement considéré, avec Icíar Bollaín, comme le chef de file de la veine sociale du cinéma espagnol contemporain.
Il a aussi réalisé deux documentaires inédits hors d'Espagne (sauf festivals) : en 2001 Caminantes, qui traite de la marche des zapatistes jusqu'à Mexico (primé à La Havane, New York et Los Angeles), et en 2007 le segment Buenas noches, Ouma de Invisibles, projet commun avec Mariano Barroso, Isabel Coixet, Javier Corcuera et Wim Wenders, Goya du meilleur documentaire.

## Filmographie

### Fictions
- 1994 : Sirenas (court-métrage)
- 1996 : Familia
- 1998 : Barrio
- 2002 : Les Lundis au soleil (Los lunes al sol)
- 2005 : Princesas
- 2010 : Amador
- 2016 : Un jour comme un autre (A Perfect Day)
- 2017 : Escobar (Loving Pablo)
- 2021 : El buen patrón
- 2025 : El talento de Polo Menárguez (comme co-scénariste)

### Documentaires
- 2001 : Caminantes
- 2007 : Invisibles (segment Buenas noches, Ouma)

## Distinctions

### Récompenses
- Goyas 2022[1] :
  - meilleur film pour El buen patrón
  - meilleur réalisateur pour El buen patrón
  - meilleur scénario original pour El buen patrón